# Miguel Julio Rosette
Miguel Ángel Julio Rosette (Santa Marta, Magdalena, Colombia; 21 de febrero de 1990) es un futbolista colombiano que juega como volante central.

## Selección nacional
Julio representó a su país en todas las categorías juveniles, desde Sub-15 hasta Sub-20.
Tiene el mérito de haber disputado cinco campeonatos juveniles de la Conmebol: los Sudamericanos Sub-15 de 2004 y 2005, el Sudamericano Sub-17 de 2007, y los Sudamericanos Sub-20 de 2009 y 2011.
También jugó en la Copa Mundial de Fútbol Sub-17 de 2007 y en la Copa Mundial de Fútbol Sub-20 de 2011.

## Clubes
| Club                   | País                 | Año         |
| ---------------------- | -------------------- | ----------- |
| Independiente Medellín | Colombia             | 2007 - 2012 |
| Trujillanos FC         | Venezuela            | 2012 - 2013 |
| América de Cali        | Colombia             | 2013 - 2014 |
| Atlético Tucumán       | Argentina            | 2015 - 2017 |
| Moca FC                | República Dominicana | 2019 - 2020 |
| Delfines del Este FC   | República Dominicana | 2020        |

## Palmarés

### Campeonatos nacionales
| Título              | Club                   | Sede                  | Año  |
| ------------------- | ---------------------- | --------------------- | ---- |
| Torneo Finalización | Independiente Medellín | Medellín              | 2009 |
| Primera B Nacional  | Atlético Tucumán       | San Miguel de Tucumán | 2015 |